# Ossinkovski
Ossinkovski (en rus: Осинковский) és un poble (un possiólok) de l'óblast de Vladímir, a Rússia, segons el cens del 2010 no tenia cap habitant. Pertany al districte municipal de Mélenki.